# 美洲鷲目
美洲鷲目（学名：Cathartiformes）中的猛禽包括了新大陸禿鷲與現在已滅絕的异鹫。美洲鷲目中的物種以前被認為與鷹形目非常相近，但現在已被獨立分為一個目。